# Den sčast'ja
Den sčast'ja (День счастья) è un film del 1963 diretto da Iosif Efimovič Chejfic.